# Коржевский, Борис Георгиевич
Борис Георгиевич Коржевский (11 апреля 1927, Динская, Краснодарский край — 10 января 2004, Москва) — советский и российский художник, заслуженный художник РСФСР (1980), член-корреспондент Российской академии художеств (2002).

## Биография
Родился 11 апреля 1927 года в станице Динская Краснодарского края.
В 1950 году окончил МГАХИ имени В. И. Сурикова, мастерская И. Э. Грабаря.
С 1956 года — член Союза художников СССР.
В 2002 году был избран членом-корреспондентом Российской академии художеств.
Умер 10 января 2004 года в Москве, похоронен на Хованском кладбище рядом с матерью.

## Творческая деятельность
Среди произведений: портреты — матери (1957), кубинского поэта П. Ф. Фернандеса (1962), «Маяковский идущий» (1966-76), брата (1974), «Маяковский» (1974-77), циркового актёра Джулиано (1987), «Автопортрет» (1991); натюрморты — «Вино, гранат и суджук» (1966), «С редиской и подносом» (1982), «С фруктами» (1990); пейзажи, в том числе городские- «Сосны» (1971), «Яблони на Пушкинской площади» (1978), «Деревня» (1979), «Париж. Мост» (1984), «Крым. Пинии в парке» (1991), «Маки» (2000).
В 1951 году — участвовал в оформлении ВДНХ, в период с 1952 по 1954 годы — участник творческого коллектива по воссозданию панорамы «Оборона Севастополя».
Художник книжной серии «Памятники древнего зодчества».